# Richard Clarke
 (septembre 2021).
Si vous disposez d'ouvrages ou d'articles de référence ou si vous connaissez des sites web de qualité traitant du thème abordé ici, merci de compléter l'article en donnant les références utiles à sa vérifiabilité et en les liant à la section « Notes et références ».
Richard Clarke (né le 27 octobre 1950) a été un membre des administrations américaines successives entre 1973 et 2003. Il fut notamment le coordinateur national pour la sécurité, la protection des infrastructures et le contre-terrorisme dans le Conseil de sécurité nationale des États-Unis de 1998 à 2003. Il a été nommé par le président Bill Clinton et maintenu à cette fonction par le président George W. Bush. Retraité depuis 2003, il est l'auteur de Contre tous les ennemis, au cœur de la guerre américaine contre le terrorisme.
Il était en fonction lors des attentats du 11 septembre 2001. 
Clarke retint l'attention du public pour son rôle de leader dans la lutte contre le terrorisme dans l'administration Clinton puis Bush. En mars 2004, il apparut dans l'émission d'information 60 Minutes, il écrivit ses mémoires Contre tous les ennemis, au cœur de la guerre américaine contre le terrorisme et témoigna devant la Commission 9/11. Dans les trois occasions, il critiqua l'attitude de l'administration Bush en ce qui concerne le contre-terrorisme avant le 11 septembre et la décision de faire la guerre en Irak. Il fut par la suite critiqué pour différentes raisons, notamment son opposition à l'administration Bush.
Il est actuellement président de Good Harbor Consulting, une entreprise de management des risques des entreprises et de planning stratégique,
consultant pour ABC News et contributeur à GoodHarborReport.com, un site discutant de sécurité nationale, de défense et de politique. Il est aussi professeur assistant à John F. Kennedy School of Government et affilié au Centre Belter pour la Science et les Relations Internationales. Il est aussi devenu un auteur de fiction, son premier roman est sorti en 2005, La porte du Scorpion et le second en 2007, Breakpoint (non publié en français).

## Biographie
Richard Clarke est né en 1950, fils d'un ouvrier de Boston. Il étudia à la Boston Latin School qu'il finit en 1968 et obtint son Bachelor's Degree à l'université de Pennsylvanie en 1972.

### Postes occupés
En 1973, il commença à travailler dans le gouvernement fédéral comme employé au département de la Défense des États-Unis. En 1985, il commença à travailler dans l'administration Reagan comme assistant adjoint au secrétariat d'État au renseignement. Pendant l'administration de George H. W. Bush, en tant qu'assistant au secrétariat d'État aux affaires politico-militaire, il coordonna les efforts diplomatiques pour soutenir la guerre du Golfe ainsi que les dispositions de sécurité ultérieures. Sous l'administration Clinton, Clarke devint le coordinateur du contre-terrorisme pour le Conseil de sécurité nationale. Il conseilla également Madeleine Albright pendant le génocide au Rwanda, et dirigea la rédaction de PDD-25 (directive présidentielle) qui diminuait le rôle économique et militaire des États-Unis au Rwanda. Il resta un coordinateur dans le contre-terrorisme la première année de l'administration de George W. Bush et plus un conseiller spécial concernant la cybersécurité et le cyberterrorisme. Il remit sa démission de l'administration Bush en 2003.
Clarke occupa les postes suivant au sein du gouvernement des États-Unis :
- Conseil de sécurité nationale, 1992-2003
  - Conseiller spécial, 2001-2003
  - Coordinateur nationale pour la sécurité, la protection des infrastructures et le contre-terrorisme, 1998-2001
  - Chef du groupe de sécurité de contre-terrorisme, 1989-1992
- Département d'État des États-Unis, 1985-1992
  - Assistant au secrétariat d'État aux affaires politico-militaire, 1989-1992
  - Assistant adjoint au secrétariat d'État au renseignement, 1985-1988

## Commission 9/11
Le 24 mars 2004, Clarke témoigna lors des débats publics de la Commission 9/11. En préambule de son témoignage, Clarke présenta des excuses aux familles victimes du 11 septembre et une reconnaissance des fautes du gouvernement : « Je remercie aussi l'audience parce que c'est finalement un forum où je peux présenter mes excuses aux proches des victimes du 11 septembre… », « Aux proches des victimes du 11 septembre, à ceux qui sont ici dans cette salle, à ceux qui regardent la télévision, votre gouvernement a échoué. Ceux qui avaient le devoir de vous protéger ont échoué. Et j'ai échoué. Nous avons fait de notre mieux, mais ça n'a pas d'importance puisque nous avons échoué. Et pour cet échec, je vous demanderai, une fois que la lumière sera faite, votre compréhension et votre pardon. » Clarke fut le seul membre de l'administration Bush ou Clinton qui fournit une excuse aux membres des familles des victimes ainsi que la reconnaissance de l'échec du gouvernement.
De nombreux faits racontés par Clarke pendant l'audience furent aussi publiés dans ses mémoires, Contre tous les ennemis. Parmi ses graves critiques concernant l'administration Bush, Clarke accusa qu'avant et pendant la crise du 11 septembre, beaucoup dans l'administration s'occupaient de l'Irak et de Saddam Hussein plutôt qu'Al-Qaïda l'organisation d'Oussama ben Laden. Clarke écrivit que le 12 septembre 2001, le président Bush lui demanda ainsi qu'à un certain nombre de collaborateurs de trouver des preuves de l'implication de Saddam Hussein dans les attaques terroristes. En réponse, Clarke écrivit un rapport affirmant qu'il n'y a aucune preuve de l'implication de l'Irak, rapport signé par la plupart des agences compétentes, dont le Federal Bureau of Investigation et la CIA. Le rapport fut rapidement retourné par un fonctionnaire avec une note disant « Veuillez mettre à jour et représenter ». Après avoir initialement nié qu'une telle rencontre ait eu lieu entre le président et Clarke, la Maison Blanche a finalement changé de position quand d'autres personnes y ayant participé confirmèrent la version de Clarke.
Selon la Commission nationale sur les attaques terroristes contre les États-Unis, Clarke prit la décision finale qui permit aux membres de la famille Ben Laden vivant aux États-Unis de s'envoler en Arabie saoudite le 14 septembre 2001. Clarke a initialement prétendu sous serment que quelqu'un dans l'administration Bush avait demandé ce vol et qu'il avait consulté le FBI; cependant, le FBI nia avoir eu un quelconque rôle dans le départ de la famille Ben Laden tel qu'affirmé par Clarke. Ainsi, le porte-parole du FBI John Iannarelli dit : « Je peux dire sans équivoque que le FBI n'a eu aucun rôle, n'a pas facilité ce vol. » Plus tard, Clarke admit qu'il fut le seul à autoriser ce vol. Il dit aux reporters : « Je prends la responsabilité pour cela. Je ne pense pas que ce fut une erreur, et je le referais. »
Après être passé devant la Commission sur le 11 septembre, ses détracteurs remirent en cause sa crédibilité, en suggérant qu'il était une personnalité trop partisane, l'accusant d'exagérer les erreurs de l'administration Bush en matière de contre-terrorisme tout en disculpant de ses lacunes l'administration Clinton. Selon l'Agence de presse Knight Ridder, la Maison Blanche tenta de discréditer Clarke suivant la tactique de « Tuer le messager ». Le chroniqueur au New York Times Paul Krugman était plus direct, en appelant les attaques contre Clarke « une campagne de diffamation ».
Clarke eut des débats aussi avec Michael Scheuer (en), ancien chef de l'Unité Ben Laden au Centre contre-terroriste de la CIA. Quand on lui demanda de répondre aux allégations de Clarke selon lesquelles Scheuer était « une tête brûlée, un gestionnaire intermédiaire qui n'a véritablement jamais été à aucun des réunions du cabinet », Scheuer retourna la critique : « Je suis assurément d'accord avec le fait que je n'allais pas aux réunions de cabinet. Mais je suis assurément aussi conscient que je suis beaucoup mieux informé que M. Clarke ne l'a jamais été sur la nature des renseignements qui étaient à disposition contre Oussama Ben Laden et qui était constamment dénigrés par ce dernier et M. Tenet. » Selon Matthew Continetti, « Scheuer croit que l'aversion pour le risque et le goût de la politique de Clarke influencèrent négativement la chasse de Ben Laden avant le 11 septembre. Scheuer déclara que son unité, au nom de code Alec, avait fourni des informations qui auraient pu mener à la capture et/ou l'assassinat d'Oussama Ben Laden dans dix différentes occasions, n'ayant ses recommandations pour agir été que rejetées par les hauts responsables du renseignement, y compris Clarke. »

### Mémo pré-9/11 à propos d'Al Qaeda
Les échanges entre Clarke et l'administration Bush concernant Oussama Ben Laden et ses plans terroristes visant les États-Unis ont été souvent évoqués dans l'audition publique de Condoleezza Rice par la Commission sur le 11 septembre le 4 avril 2004. Un mémo du 25 janvier 2001 que Clarke écrivit et envoya à Rice était d'une particulière importance.
Il demandait non seulement le plus rapidement possible une rencontre du Conseil de Sécurité Nationale afin de discuter de la menace d'Al-Qaeda au Moyen-Orient, le mémo suggérait aussi des stratégies qui pourrait être adoptées par l'administration Bush afin de combattre Al-Qaeda.

### Critiques
Juste avant et après l'audition de Clarke devant la Commission du 11 septembre, les défenseurs de l'administration Bush attaquèrent sa crédibilité, en l'accusant d'exagérer les erreurs de l'administration Bush tout en disculpant l'administration Clinton. La stratégie adoptée par la Maison Blanche était de « tuer le messager ». Selon Paul Krugman, il s'agissait tout simplement d'une campagne de diffamation.
Les conservateurs dans et en dehors de l'administration Bush attaquèrent vigoureusement le témoignage de Clarke et ses prises de position pendant les auditions. À la suite des révélations de Clarke devant la Commission, le leader de la majorité républicaine au sénat Bill Frist prit immédiatement la parole au sénat pour dénoncer Clarke en l'accusant de raconter « deux entièrement différentes histoires sous serment », pointant le témoignage de Clarke devant le Congrès en 2002, mais Frist admit plus tard aux journalistes qu'il ne connaissait aucune anomalie dans le témoignage de Clarke. Certaines attaques de la Maison Blanche furent inconsistantes, notamment le jour après les révélations de Clarke, le vice-président Dick Cheney participa au programme radio de Rush Limbaugh affirmant que le compte-rendu de Clarke des événements menant au 11 septembre n'était pas crédible puisque Clarke n'était pas au fait des plans contre-terroriste pré-9/11, tandis que dans le même temps, Condoleeza Rice disait aux journalistes que Clarke était au centre de tous les efforts contre-terroristes.
Clarke a aussi été critiqué pour avoir suggéré la possibilité d'un lien entre Saddam Hussein et Al-Qaeda puis après investigation, conclu qu'il n'y avait aucun lien. Plus précisément, Clarke écrivit en février 1999 au Conseiller député à la Sécurité Nationale qu'une source fiable avait rapporté que des officiels irakiens avaient rencontré Ben Laden et lui aurait offert asile. Clarke se positionna contre des vols de surveillance pour repérer Ben Laden en Afghanistan, celui-ci anticipant une attaque aurait choisi de partir en Irak où il aurait été impossible à retrouver.
Clarke fit aussi cette année-là des déclarations à la presse reliant Saddam Hussein à Al-Qaeda dans un supposé effort conjoint de développement d'armes chimiques à l'Usine pharmaceutique d'Al-Shifa au Soudan.
Depuis 1999 cependant, le gouvernement des États-Unis a admis que les preuves concernant Al Shifa ne sont pas concluantes, et Clarke a conclu qu'il n'y avait pas de lien Irak-Al Qaeda. Dans Contre tous les ennemis, il écrit : « il est certainement possible que des agents irakiens aient fait miroiter la possibilité d'un asile en Irak à Ben Laden à un certain moment quand tout le monde savait que les États-Unis mettaient la pression sur les Talibans pour son arrestation. Si cela a eu lieu, Ben Laden n'a clairement pas accepté l'asile » (p. 270). Dans un entretien du 21 mars 2004, Clarke a fait la déclaration suivante : « il n'y a absolument aucune preuve que l'Irak soutenait Al Qaeda, jamais. » Clarke a clarifié la chose dans son livre, affirmant qu'il est arrivé à cette conclusion résultat de nombreuses investigations, demandées par l'administration Bush, particulièrement à propos de la possibilité d'une connexion entre l'Irak et le 11 septembre.